# Sabanalarga (Antioquia)
Sabanalarga es un municipio de Colombia, localizado en la subregión Occidente del departamento de Antioquia. Limita por el norte con los municipios de Peque, Ituango y Toledo, por el este con los municipios de Toledo y San Andrés de Cuerquia, por el sur con el municipio de Liborina, y por el oeste con los municipios de Buriticá y Peque.

## Toponimia
Con relación al nombre de "Sabanalarga", indica una versión que el mismo proviene del hecho de que la región fue en tiempos pasados una gran sabana. 
Otra versión un tanto legendaria dice que una señora minera de la vecindad, cofundadora del pueblo y de nombre María del Pardo, un buen día, cansada, tendió sobre el piso una gigantesca sábana donde se acomodó con todos sus acompañantes. Precisamente esta legendaria dama (española), causó que un apelativo muy popular para el pueblo haya sido "Los dominios de María del Pardo".
La población se llamó también antiguamente San Pedro de Sabanalarga.

## Historia
Es una de las poblaciones más antiguas del departamento de Antioquia, pues su primera fundación se remonta al año de 1610. Luego habría una segunda fundación el 16 de mayo de 1614. Fue erigida como municipio en 1740. Se considera como sus fundadores oficiales al Visitador Francisco de Herrera y Campuzano y la española María del Pardo.
A principios de la época de la Colonia, esta población era una escala obligada en el entonces llamado Camino del Espíritu Santo, por donde transitaba la mayor parte del comercio entre la colonia colombiana y España. La región estaba poblada por numerosos indígenas, que fueron enrolados por el gobernador Juan Bueso de Valdés para pacificar a la tribu de los Chocoes ubicados en el hoy departamento del Chocó. Bueso ordenó 30.000 indígenas (según el historiador Manuel Uribe Ángel) para esta tarea que fracasaría a la postre. Cuando regresó del Chocó solo trajo de regreso a unos cuantos indios. 
Una hermosa iglesia colonial le da al Parque un aspecto acogedor y muy antioqueño. Su población en su mayoría es rural, y posee varios atractivos naturales, escondidos entre los bosques y las quebradas.

## Generalidades
- Fundación: 16 de mayo de 1616
- Erección en municipio: 1740
- Fundador: El visitador Francisco de Herrera Campuzano y La española María del Pardo, conocida como María Centeno
- Apelativo: Los dominios de María del Pardo.

Sabanalarga está localizada en zona de la cordillera central de los Andes en la región del río Cauca. Geográficamente hablando la delimita el río Cauca por el occidente y la quebrada la Santa María por el oriente.
Este nombre da cuenta de la abundancia aurífera que caracterizara a la región en sus comienzos. C
Entre sus accidentes sobresale una laguna que tiene el nombre indígena de Querquetá, famosa entre los vecinos de la región pues conserva siempre su nivel de agua igual aun durante veranos muy intensos.

## División Político-Administrativa
Además de su Cabecera municipal. Sabanalarga tiene bajo su jurisdicción el siguiente corregimiento (de acuerdo a la Gerencia departamental):
| Corregimiento | Centros Poblados      | Veredas |
| El Oro        | - El Socorro - El Oro | Santa María, Remartin, Orobajo, Nohava, Macanal, Llano Del Oro, La Meseta, La Loma, La Aurora, Filo De Los Pérez. |

## Demografía
Población Total: 9 032 hab. (2018)
- Población Urbana: 2 955
- Población Rural: 6 077

Alfabetismo: 80.3% (2005)
- Zona urbana: 85.9%
- Zona rural: 77.6%

### Etnografía
Según las cifras presentadas por el DANE del censo 2005, la composición etnográfica del municipio es: 
- Mestizos & blancos (99,9%)
- Afrocolombianos (0,1%)

## Economía
Históricamente la zona ha sido rica en minerales, ganadería y agricultura. En 1941 se reportaban productos de exportación como café, maíz y panela, y en menor escala arroz y cacao.
En cuanto a ganadería de carne, también esta industria ha sido tradicional en Sabanalarga. Allí se ha criado desde hace tiempo ganado vacuno, porcino y caballar, tarea facilitada por la abundancia y buena calidad de sus pastizales.
El café y el fríjol han marcado la pauta de la agricultura en el municipio durante muchos años.
En artesanías se han trabajado objetos de fibra como esteras y canastos, al igual que objetos hechos de cabuya. También se hacen ollas de barro, pilones y bateas.
En los últimos años se ha estado ingresando la producción y comercialización de La leche al municipio.

## Fiestas
- Fiestas del Retorno, en el puente del mes de enero
- Virgen del Carmen, 16 de julio
- Fiesta de la Navidad con la realización del Aguinaldo del Niño Pobre, 25 de diciembre.
- Reinado Campesino (noviembre)

## Patrimonio histórico artístico y destinos ecológicos
- Iglesia parroquial de San Pedro. Se edificó en el siglo XVII. Ha sufrido varias remodelaciones en el siglo XX, sobre todo en los años 20 y en 1940. Es una obra de una sola nave.
- La Caverna. Se encuentra ubicada en la vereda El Encanto, a 16 km de la cabecera municipal
- Charcos de Niquía. Los visitantes gozan con los paseos a caballo que se ofrecen en este lugar, que ofrece cascadas de gran belleza y pozos aptos como balnearios
- Ciénaga de Querquetá. El gran atractivo de este sitio es su vegetación, que alberga además especies de fauna silvestre. Son famosos también los paseos a caballo e ir a observar los cultivos tradicionales de la región, como el café y el fríjol
- Caverna Loma Mestá. El atractivo de este sitio es una piedra grande rodeada de vegetación, que debajo de sí tiene un gran espacio, semejando una caverna.
- La Cueva. Su vegetación es lo que más atrae la atención de los visitantes. Los sembrados de productos típicos de la región café y fríjol, aparecen con frecuencia en el paisaje. En el trayecto se encuentra una finca ganadera a la que se puede acceder y conocer sobre la cultura de la producción bovina.
- Cascadas a solo 30 minutos del pueblo.

### Personas destacadas
- Arelys Henao: nacida en Sabanalarga, Antioquia, es una cantante y compositora colombiana, de música popular colombiana.